# Helicoverpa
Genre
Le genre Helicoverpa regroupe des lépidoptères (papillons) nocturnes de la famille des Noctuidae.

## Liste des espèces
- Helicoverpa armigera Hübner, 1805 - Noctuelle de la tomate
- Helicoverpa assulta (Guenée, 1852) - Noctuelle orientale du tabac
- Helicoverpa atacamae Hardwick, 1965
- Helicoverpa fletcheri Hardwick, 1965
- Helicoverpa gelotopoeon (Dyar, 1921)
- Helicoverpa hardwicki Matthews, 1999
- Helicoverpa hawaiiensis Quaintance & Brues, 1905
- Helicoverpa helenae Hardwick, 1965
- Helicoverpa pallida Hardwick, 1965
- Helicoverpa prepodes Common, 1985
- Helicoverpa punctigera Wallengren, 1860
- Helicoverpa toddi Hardwick, 1965
- Helicoverpa zea Boddie, 1850

### Espèces éteintes
- Helicoverpa confusa
- Helicoverpa minuta